# Лежнин, Дмитрий Васильевич
Дмитрий Васильевич Лежнин (20 сентября 1922, Шалагино, Вятская губерния — 2005, Борисполь, Украина) — машинист экскаватора управления механизации объединения «Укргазстрой» Министерства газовой промышленности СССР, Киевская область, Украинская ССР. Герой Социалистического Труда (1971).

## Биография
Родился в 1922 году в селе Шалагино, Яранский уезд, Вятская губерния
.
Член КПСС.
Участник Великой Отечественной войны, химик 69-й отдельной горнострелковой Печенгской Краснознамённой ордена Красного Знамени бригады.
Достиг выдающихся трудовых показателей. Досрочно выполнил личные социалистические обязательства и плановые задания Восьмой пятилетки (1966—1970). 30 марта 1971 года Указом Президиума Верховного Совета СССР удостоен звания Героя Социалистического Труда «за выдающиеся заслуги в выполнении заданий пятилетнего плана и достижение высоких технико-экономических показателей» с вручением ордена Ленина и золотой медали Серп и Молот.
Умер в 2005 году.